# Eldfödd
För filmerna, se Eldfödd (film) och Eldfödd (film, 2022).
Eldfödd (Firestarter) är en roman från 1980 av Stephen King. Den gavs ut i svensk översättning 1981.

## Handling
Två studenter, Andrew "Andy" McGee och Victoria "Vicky" Tomlinson genomgår ett experiment som genomförs av staten och får som resultat av experimenten paranormala krafter. Andy visar sig få en förmåga att kontrollera andra människor (kallat "the Push") medan Vicky får milt psykokinetiska och telepatiska förmågor. De två gifter sig och får ett barn, Charlene "Charlie" McGee, tillsammans. Charlie, till skillnad från sina föräldrar, har en mycket stark och nästan okontrollerbar förmåga att genom pyrokinesi dramatiskt höja temperaturen på objekt, och även frammana eldklot.
En statlig organisation kallad The Shop (ungefär "firman") vill få tag på Charlie för att genomföra experiment och forskning om hennes förmåga. Vicky mördas, och Andy och Charlie finner sig på flykt undan statsagenter. De tillfångatas slutligen och separeras. Cap Hollister lovar Charlie att hon ska få se sin pappa igen om hon går med på att visa upp sin förmåga i ett laboratorium, något som hon går med på. John Rainbird, Cherokesindian, Vietnamveteran och mördare, blir besatt av Charlie och hennes pyrokinesi. Han bestämmer sig för att bli hennes bästa vän och sedan döda henne.

## Om boken
Eldfödd publicerades först som serie i tidskriften Omni, och publicerades som bok först 1980.